# Beilschmiedia fasciata
Beilschmiedia fasciata är en lagerväxtart som beskrevs av Hsi Wen Li. Beilschmiedia fasciata ingår i släktet Beilschmiedia och familjen lagerväxter. Inga underarter finns listade i Catalogue of Life.